# Penglai Bandao
Penglai Bandao (chinesisch 蓬萊半島 ‚Penglai-Halbinsel‘) ist eine kleine Halbinsel an der Ingrid-Christensen-Küste des ostantarktischen Prinzessin-Elisabeth-Lands. Sie liegt im Nordwesten der Halbinsel Broknes, genauer im Norden der Lied Promontory, und östlich von Harley Island.
Chinesische Wissenschaftler benannten sie im Jahr 1993 nach Penglai, einer sagenhaften Insel aus der chinesischen Mythologie.